# Parque Nacional Sanin Kaigan
O Parque Nacional Sanin Kaigan é um parque nacional japonês, localizado nas prefeituras de Kyoto, Hyogo e Tottori. Extendendo-se por 8 783 hectares, foi designado parque nacional em 15 de julho de 1963.